# Bandeira do Leal Senado (Macau)
A Bandeira do Leal Senado, tal como o nome indica, representou a famosa e histórica câmara municipal de Macau, o Leal Senado, até à sua extinção e o seu município, o Concelho de Macau (um dos dois municípios do Território de Macau). Era também conhecida como a Bandeira do Território de Macau, visto que ela, embora não fosse a bandeira oficial desta ex-colónia portuguesa, representou muitas vezes Macau internacionalmente durante o período da administração portuguesa. Aliás na cerimónia da transferência de soberania de Macau para a República Popular da China (1999), esta bandeira municipal, juntamente com a Bandeira de Portugal, representou pela última vez o Território, em detrimento da Bandeira oficial do Governo de Macau.

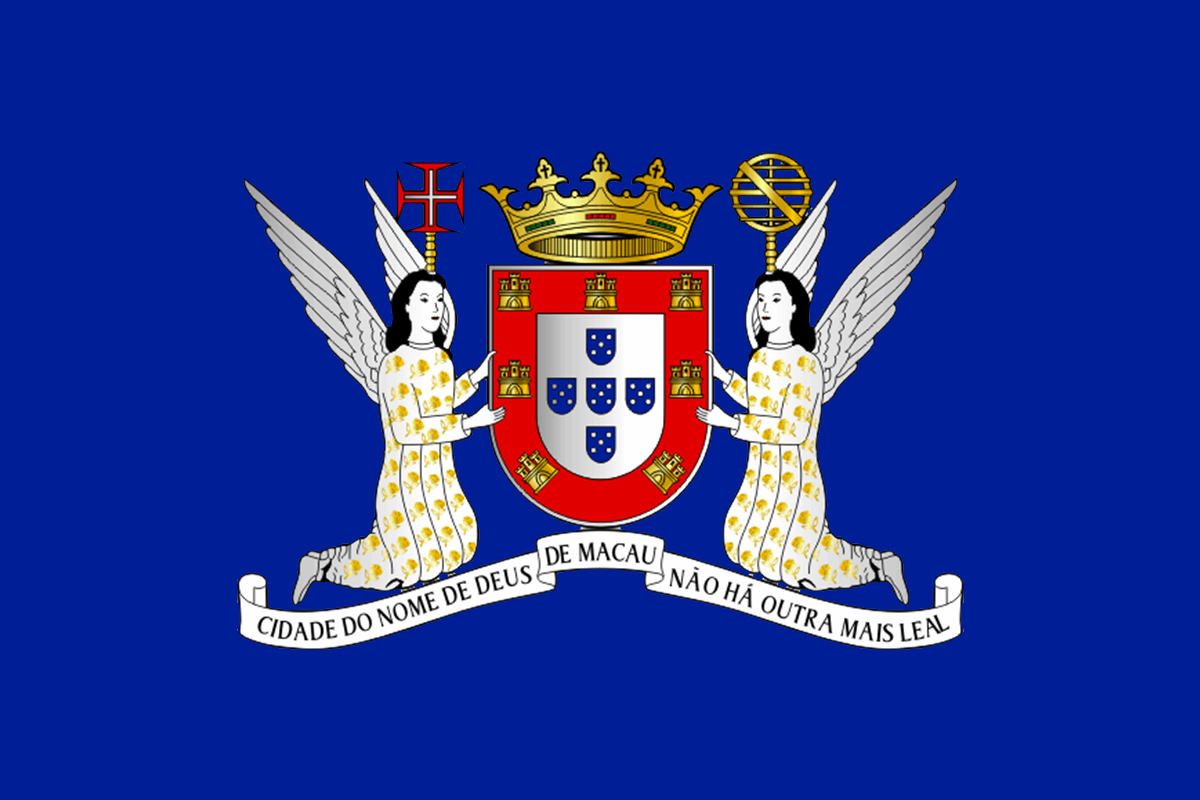
Bandeira do Leal Senado.

## Descrição e História

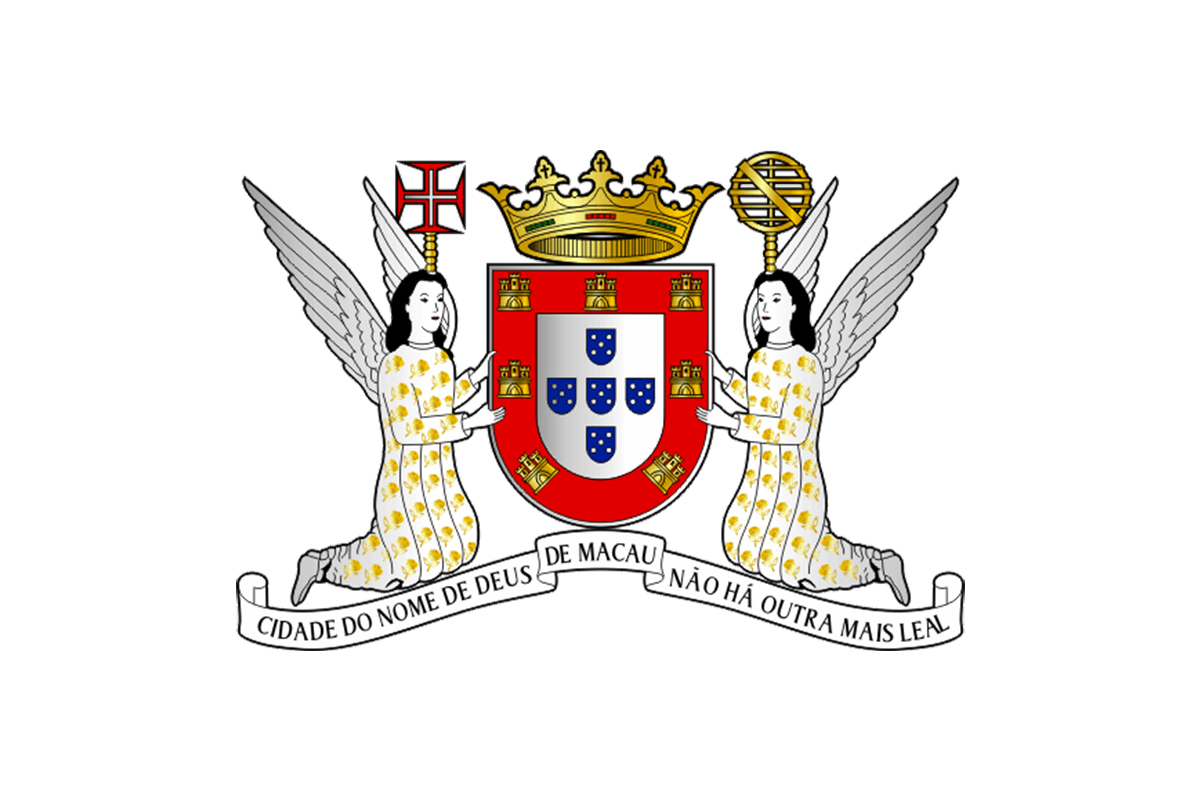
Bandeira do Leal Senado (Variante Branca).

No centro da bandeira encontra-se o escudo de Portugal, segurado um de cada lado por dois anjos. Por cima da cabeça do anjo do lado direito, existe uma esfera armilar, simbolizando os Descobrimentos Portugueses, enquanto o do lado esquerdo tem por cima da sua cabeça a Cruz de Cristo. Por cima do escudo de Portugal, conseguimos ver uma coroa, simbolizando o patrocínio do Rei português ao Senado de Macau. Por baixo, encontra-se uma tira branca, onde está escrito o nome oficial de Macau durante a administração portuguesa: "Cidade do Nome de Deus de Macau, Não Há Outra Mais Leal". Este nome foi dado pelo Rei D. João IV a Macau, como recompensa à lealdade desta Cidade a Portugal (durante a ocupação filipina a Portugal, Macau desafiou a soberania espanhola, hasteando sempre a bandeira portuguesa).
Houve uma variante a esta bandeira na cor branca, embora muito pouco utilizada. 
Hoje, faz parte da História de Macau. É considerada pelos macaenses como um dos seus símbolos, visto que ela representava a Cidade em que muitos deles nasceram e viveram. Representava também a Cidade em que ocorreu a génese da gente macaense.